# Jean-François Mancel

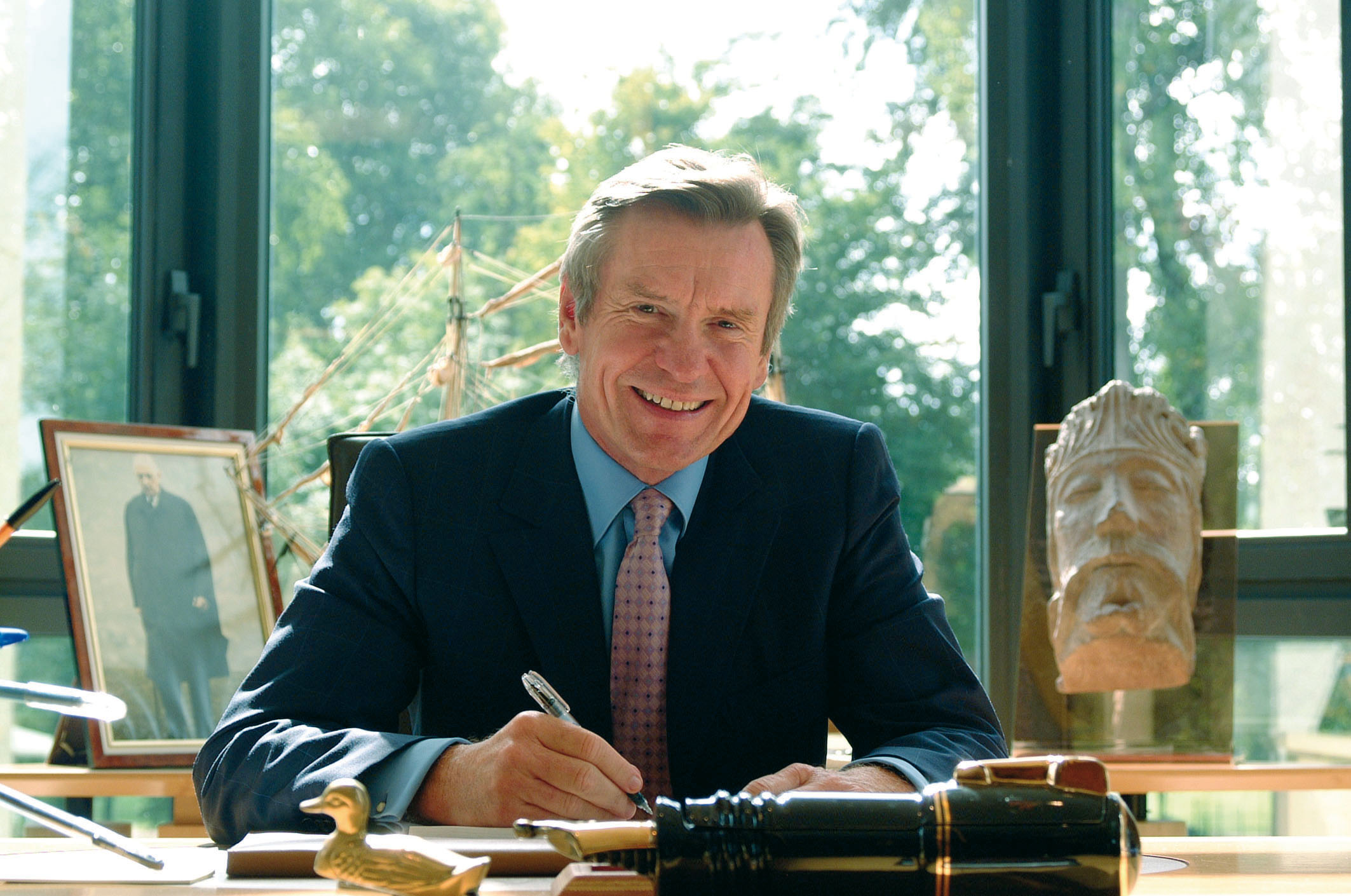
Jean-François Mancel

Jean-François Mancel (* 1. März 1948 in Beauvais) ist ein französischer Politiker der Les Républicains.

## Leben
Mancel studierte am Institut d’études politiques de Paris. Vom 24. Juli 1984 bis 11. Dezember 1986 war er Abgeordneter im Europäischen Parlament. Von 1986 bis 1997 und erneut seit 2002 ist Mancel Abgeordneter  in der Nationalversammlung.

## Werke (Auswahl)
- Manuel de droit constitutionnel, Paris, Ministère de l'économie et des finances, 1977
- Gérer les services publics : concurrence et liberté de choix
- Association nationale pour la démocratie locale, Jacques Moreau, Dominique Perben, Jean-François Mancel, Liberté de gestion des collectivités territoriales : vérité ou illusion ?, Paris, Economica, 1993. ISBN 2-7178-2581-9
- Proposition de loi rétablissant les compétences de l'État en matière d'incendie et de secours, Jean-François Mancel, René André, Jean Auclair, Collection Les Documents législatifs de l'Assemblée nationale, 2003. ISBN 2-11-116837-8
- Le financement des collectivités locales